# Паскарь, Пётр Андреевич
Пётр Андреевич Паскарь (рум. Petru Pascari; род. 22 сентября 1929, Строенцы, Молдавская АССР, Украинская ССР, СССР) — молдавский советский государственный и партийный деятель. Член КПСС с 1956 года; кандидат в члены ЦК КПСС (1971—1990). Депутат Совета Национальностей Верховного Совета СССР 6, 8-11 созывов (1970—1989) от Армянской ССР (11-й созыв). Депутат Верховного Совета Таджикской ССР. Кандидат экономических наук (1976).

## Биография
Родился в 1929 году в селе Строенцы, ныне Рыбницкого района, в крестьянской семье. Молдаванин.
Образование:
с 1946 по 1949 году — винодельческий техникум в с. Сахарна;
с 1949 по 1954 — Кишинёвский сельскохозяйственный институт им. М. В. Фрунзе;
в 1971 году — Заочную высшую партийную школу при ЦК КПСС.
- С 1949 года — студент Кишинёвского сельскохозяйственного института.
- С февраля 1954 года — агроном МТС.
- С сентября 1955 года — главный агроном МТС.
- С июня 1958 года — главный агроном Чадыр-Лунгской районной инспекции по сельскому хозяйству.
- С октября 1958 года — главный агроном инспекции земледелия и семеноводства министерства сельского хозяйства Молдавской ССР.
- С июля 1959 года — ответственный организатор отдела партийных органов ЦК Компартии Молдавии.
- С ноября 1959 года — первый секретарь Чадыр-Лунгского райкома партии.
- С апреля 1962 года — первый заместитель министра производства и заготовок сельскохозяйственных продуктов Молдавской ССР.
- С декабря 1962 года — секретарь ЦК Компартии Молдавии.
- С апреля 1970 года — Председатель Совета Министров Молдавской ССР и одновременно с февраля 1971 года министр иностранных дел Молдавской ССР.
- С июля 1976 года — первый заместитель председателя Госплана СССР.
- С марта 1988 года — заместитель председателя Госплана СССР — начальник сводного отдела агропромышленного комплекса.
- С октября 1989 года — заместитель председателя Госплана СССР.
- С января 1990 года — Председатель Совета Министров Молдавской ССР.
- С июня 1990 года — персональный пенсионер союзного значения.

Живёт в Москве.

## Награды
- Орден Республики (20 сентября 2019 года) — в знак высокого признания особых заслуг перед государством, за долголетний плодотворный труд, вклад в развитие Республики Молдова, в расширение и укрепление межгосударственных отношений дружбы и сотрудничества[2];
- два ордена Ленина;
- два ордена Трудового Красного Знамени.